# Свіссвейл (Пенсільванія)
Свіссвейл (англ. Swissvale) — місто (англ. borough) в США, в окрузі Аллегені штату Пенсільванія. Населення — 8624 особи (2020).

## Географія
Свіссвейл розташований за координатами 40°25′13″ пн. ш. 79°53′10″ зх. д. / 40.42028° пн. ш. 79.88611° зх. д. (40.420271, -79.886028).  За даними Бюро перепису населення США в 2010 році місто мало площу 3,22 км², з яких 3,11 км² — суходіл та 0,11 км² — водойми.

## Демографія
Згідно з переписом 2010 року, у селищі мешкали 8983 особи в 4439 домогосподарствах у складі 2162 родин. Густота населення становила 2790 осіб/км².  Було 5072 помешкання (1575/км²).
Расовий склад населення:
| - 59,1 % — білих - 35,0 % — чорних або афроамериканців - 1,7 % — азіатів - 0,2 % — корінних американців |

До двох чи більше рас належало 3,3 %. Частка іспаномовних становила 2,2 % від усіх жителів.
За віковим діапазоном населення розподілялося таким чином: 19,5 % — особи молодші 18 років, 66,5 % — особи у віці 18—64 років, 14,0 % — особи у віці 65 років та старші. Медіана віку мешканця становила 39,0 року. На 100 осіб жіночої статі у селищі припадало 80,8 чоловіків;  на 100 жінок у віці від 18 років та старших — 75,9 чоловіків також старших 18 років.
Середній дохід на одне домашнє господарство  становив 49 488 доларів США (медіана — 37 125), а середній дохід на одну сім'ю — 58 265 доларів (медіана — 47 791). Медіана доходів становила 41 208 доларів для чоловіків та 37 094 долари для жінок. За межею бідності перебувало 19,8 % осіб, у тому числі 35,4 % дітей у віці до 18 років та 8,0 % осіб у віці 65 років та старших.
Цивільне працевлаштоване населення становило 4579 осіб. Основні галузі зайнятості: освіта, охорона здоров'я та соціальна допомога — 33,5 %, роздрібна торгівля — 13,8 %, науковці, спеціалісти, менеджери — 12,3 %.